# Pachnobia woodi
Pachnobia woodi är en fjärilsart som beskrevs av Lafontaine och Vladimir S. Kononenko 1983. Pachnobia woodi ingår i släktet Pachnobia och familjen nattflyn. Inga underarter finns listade i Catalogue of Life.